# Daru-l-muallimin (Sarajevo)
Daru-l-muallimin (z osmanské turečtiny Dârü'l-Muallimîn, dům učitelů) byla učitelská přípravka pro muslimské pedagogy v Sarajevu.

## Dějiny
Roku 1891 Vakufské ředitelství Zemské vakufské komise, spravující rozsáhlý majetek islámských nadací, vakufů, v Bosně a Hercegovině, založilo učitelský ústav pro pedagogy, muallimy. V něm se měli vzdělávat pedagogové pro nově zakládané reformované mekteby, islámské elementární školy. Podobná učitelská přípravka v Sarajevu existovala od roku 1868, ale její činnost byla přerušena během povstání proti rakouskému záboru země (1878) a poté se již neobnovila. Cílem školy bylo připravit budoucí učitele na pedagogickou dráhu v duchu moderní pedagogiky a pozvednout úroveň vzdělanosti mezi bosenskohercegovskými muslimy. Samotná přípravka zahájila svou činnost 28. ledna 1892.
Daru-l-muallimin byl organizován jako tříletá nástavbová škola s tím, že počet studujících nikdy nepřesáhne 30 (v 1. ročníku bude 15 žáků, ve druhém 8 a třetím 7, rozdíl mezi prvním ročníkem a zbývajícími dvěma spočíval v úvaze, že někteří frekventanti studia zanechají). Předpokladem pro zápis byla dobrá znalost arabštiny a fiqhu (arabská právní věda), což nepřímo vyžadovalo předchozí studium na medrese, islámské vyšší škole. První ročník, který do školy nastoupil, byl naplněn žáky ze dvou sarajevských medres, dnes spojených do Gazi Husrev-begovy medresy. I navzdory prvotním plánům bylo roku 1892 přijato 18 žáků, dalšího roku pak 34 a posléze dokonce 42. Z důvodu zvýšení počtu studujících byli najati honorární pedagogové neislámské víry Stanko Pavičević (geografie a historie) a Davorin Jaković (přírodní vědy a matematika). 
Roku 1913 byl Daru-l-muallimin připojen k sarajevské medrese (Kuršumlija medresa), dalšího roku se pak studium prodloužilo na čtyřleté. Na konci školního roku 1919/1920 byla přípravka definitivně rozpuštěna a sloučena s Gazi Husrev-begovou modresou.
Prvními pedagogy ve škole byli: Ahmed Ribić (náboženské předměty), Edhem Mulabdić (světské předměty) a Rifat Sejdefendić (osmanská a arabská kaligrafie).

## Ředitelé
- 1891–1894 Ahmed-ef. Ribić (1845–1907)
- 1894–1907 Salih Emin-ef. Aličehić (1865–1908)
- 1907–1909 Ahmed Šćeta (?–?)
- 1909–1920 Ibrahim Haznadarević (1872–1943)

## Pedagogové
- 1891–1902 Edhem Mulabdić
- 1899–1904 Hajdar Fazlagić
- 1900–1905 Ahmed Šćeta
- od 1904 Ibrahim Haznadarević
- od 1913 Hamdija Mulić
- od 1916 Muhammed Tufo
- Mehmed Karamehmedović, Rifat-ef. Seidefendić (arabský jazyk a krasopis), Asim-beg Mutevelić, Ahmed Burek, Hamdija Kreševljaković a Ahmed Hadžijamaković.

## Absolventi
- 1894: Mehmed Ali Dukatar (kolem 1870–1935), Murat/Murad Hulusi Hajrović (1873–1918), Abdullatif Bulić, Selim Zijaić, Hasan Nametak (1873–1953), Abdulfettah Sadiković a Muhamed Humo
- další významnější absolventi: Šaćir Mesihović (1876–1959), Ahmed Burek (1876–1948), Ahmed Mahinić (1876–1945),  Muhamed Seid Serdarević (1882–1918), Šemsudin Sarajlić (1887–1960), Nazif Muzaferija (1887–1965), Smail Bojić (1889–1965), Abdulhasib Fazlić (1892–1943), Hazim Muftić (?–1957), Mehmed Barlov, Muhamed Fahrudin Tančica, Kasim Sadiković, Mustafa Pirkić, Muhamed Ahić, Ahmed Mahinić (?–1945), Mustafa Islamović (1880–1971), Husein Bišić, Asim Sirćo, Zekerija Mulahalilović, Mehmed Hulusi Mulahalilović, Osman Redžović, Mehmed Brezić, Alija Aliefendić, Redžep Hegić, Šefkija Karabdić (?–1934)